# První romány Karla Maye

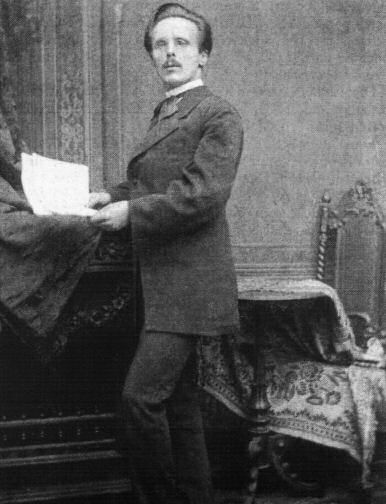
Karel May v roce 1875

Počátek spisovatelské dráhy německého spisovatele Karla Maye je spojen s kratšími literárními útvary jako je povídka, novela a humoreska (viz Povídkové dílo Karla Maye). Prvním jeho větším projektem je až historický román Poslední cesty obou Quitzowů (Der beiden Quitzows letzte Fahrten) z let 1876–1877. Dále následoval dobrodružný příběh Zajati na moři (1877–1878, Auf der See gefangen) a pro mládež volně zpracovaný román francouzského spisovatele Gabriela Ferryho Zálesák (1879, Der Waldläufer, česky jako Komanč a zálesák). První období své románové tvorby pak autor zakončil dvojicí na sebe bezprostředně dějově navazujících dobrodružných příběhů Žezlo a kladivo (1880–1881, Zepter und Hammer) a Ostrov šperků (1881–1882, Die Juweleninsel). Na ně pak May navázal tvorbou svých kolportážních románů, v jejichž jednodušším stylu je většina jeho prvních románů napsána.

## Poslední cesty obou Quitzowů
Historický román z dob loupeživých rytířů z počátku 15. století Poslední cesty obou Quitzowů (Der beiden Quitzows letzte Fahrten) je prvním větším dílem Karla Maye. Byl napsán na objednávku drážďanského nakladatele Heinricha Gottholda Münchmeyera jako pokračování románu Kníže a junker (Fürst und Junker) od jiného, předčasně zesnulého německého spisovatele Friedricha Axmanna (1843–1876) (někteří literární historikové se dokonce domnívají, že Axmann by mohl být jeden z Mayových pseudonymů). Ale ani May román nedokončil. Na konci roku 1876 se pro neshody s Münchmeyerem rozešel a ve psaní románu pokračoval jakýsi Heinrich Goldmann (1841–1877), o jehož kariéře toho není jinak moc známo. Vzhledem k tomu, že Goldmann zemřel před dokončením románu, byl román dopsán neznámým spisovatelem nebo redaktorem, takže román má celkem čtyři autory.
Román Kníže a junker vycházel na pokračování v letech 1875–1876 v listu Deutsche Familienblatt a Poslední cesty obou Quitzowů v letech 1876–1877 v listu Feierstunden am häuslichen Heerde (oba listy vydával nakladatel H. G. Münchmeyer).
Knižního vydání se Poslední cesty obou Quitzowů pod názvem Ritter und Rebellen (Rytíři a rebelové) dočkaly teprve jako svazek číslo šedesát devět v Sebraných spisech Karla Maye v nakladatelství Karl-May-Verlag. Příběh je však zkrácen téměř na polovinu (zajímavé je, že Axmmanův román vydalo toto nakladatelství v rámci zvláštních doplňků k dílu nezkrácen ve třech svazcích). Nezkrácený Mayův román vyšel německy ve dvou dílech např. roku 2001 v nakladatelství Weltbild Verlag v Augsburgu.
Za jediné české vydání románu v překladu Vladimíra Šundy a s ilustracemi Libora Baláka můžeme poděkovat brněnskému nakladatelství Návrat, které jej vydalo ve dvou dílech roku 1999 v rámci svého projektu Souborné vydání díla Karla Maye.

## Zajati na moři

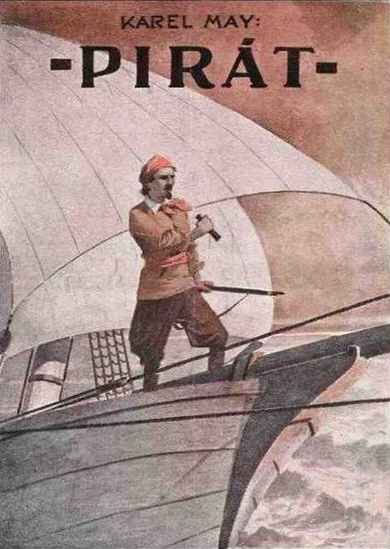
Pirát, vydání z roku 1922 s ilustrací od Karla Šimůnka

Druhým rozsáhlejším Mayovým dílem je titul Zajati na moři (Auf der See gefangen), který Karel May napsal v letech 1877–1878 pro drážďanský týdeník Frohe Stunden. Jedná se o kriminální román, jehož část později autor pod názvem Kapitán Kajman umístil do druhého dílu Old Surehanda. Román je rovněž znám pod svým druhým názvem Zámek Wildauen (Schloß Wildauen) dle vydání z roku 1888. Nakladatelství Karl-May-Verlag vydává román v rámci Sebraných spisů Karla Maye pod pořadovým číslem osmdesát.
Román líčí osudy prince Maxe von Schönberg-Wildauena, který je obviněn z vraždy berlínského klenotníka Wallersteina. Povede se mu prchnout z vězení do Ameriky a zde se stane pod jménem Max Parker poručíkem a kapitánem lodě Swallow. S pomocí bratra zavražděného klenotníka Sama Fireguna (Ohnivé pušky), Dicka Hammerdulla a Pitta Holberse a Vinnetoua se mu nakonec podaří své jméno očistit a dopadnout skutečného vraha, piráta Francoise Latoura. 
S českými vydáními románu je určitá potíž, neboť všechna tato vydání (kromě jediného z nakladatelství Návrat z roku 1999) lze považovat za vydání novely z druhého dílu Mayova románu Old Surehand. Jde o tato vydání:
- Pirát (Vojtěch Šeba, Praha 1922),
- Ohnivá puška (Toužimský a Moravec, Praha 1935 a 1940),
- Kapitán Kajman (Olympia, Praha 1980),
- Kapitán Kajman (Kentaur, Praha 1989),
- Ohnivá puška (Magnet-Press, Praha 1991),
- Sam Firegun (GABI, Český Těšín 1996),
- Ohnivá puška (Toužimský a Moravec, Praha 2000).

Za jediné autentické české vydání tak můžeme považovat pouze to z brněnského nakladatelství Návrat, kde román vyšel roku 1999 v rámci projektu Souborné vydání díla Karla Maye v překladu Vladimíra Šundy a s ilustracemi Josefa Pospíchala.

## Zálesák

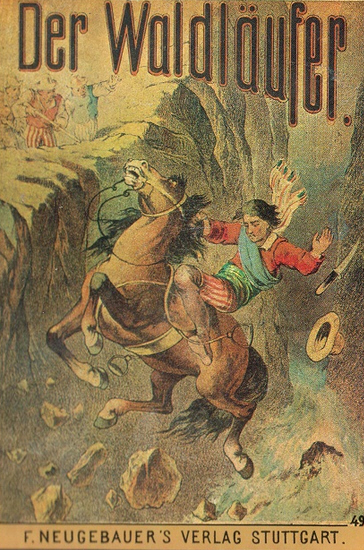
Vydání románu Der Waldläufer z roku 1879

Zálesák (Der Waldläufer), třetí román Karla Maye, není autorovým původním dílem. Jde o volně zpracovaný dobrodružný román francouzského spisovatele Gabriela Ferryho. Kniha vyšla poprvé roku 1879 v nakladatelství Franze Neugebauera ve Stuttgartu. Nakladatelství Karl-May-Verlag vydává román v rámci Sebraných spisů Karla Maye pod pořadovým číslem sedmdesát.
V románě lze vysledovat Mayovo oblíbené schéma, používané později v jeho kolportážních románech: zločin ve šlechtických kruzích, aktéři se scházejí v exotické zemi (zde Amerika) a po dlouhých letech a napínavých dobrodružstvích je zlo potrestáno. Zajímavé je, že ušlechtilým indiánským náčelníkem je v tomto románě Komanč, zatímco proradní nepřátelé patří ke kmeni Apačů. A náčelník Komančů vlastnil stříbrně pobitou pušku! Zdá se, že May měl již při psaní této knihy o svém budoucím hlavním hrdinovi již docela slušnou představu, kterou později jen doladil.
Česky vyšel román roku 1993 s názvem Komanč a zálesák v nakladatelství Olympia v překladu  Jiřího Stacha a s ilustracemi Gustava Kruma.

## Žezlo a kladivo, Ostrov šperků
Žezlo a kladivo (Zepter und Hammer) a Ostrov šperků (Die Juweleninsel) jsou dva tak úzce dějově související romány Karla Maye, že jde v podstatě o jeden dvoudílný román. Obě díla vycházela nejprve na pokračování: první z nich v letech 1879–1880 v ilustrovaných stuttgartských listech All-Deutschland a druhý v letech 1880–1882 rovněž ve stuttgartských listech Für alle Welt. Knižní podoby se dočkaly až v nakladatelství Karl-May-Verlag v rámci Sebraných spisů Karla Maye pod pořadovým číslem čtyřicet pět a čtyřicet šest (ale ve zkrácené a upravené podobě).
Děj knih se odehrává ve smyšlených zemích Norlandu, Süderlandu a v Egyptě, Indii a v Severní Americe. Zápletka se nejprve točí kolem spiknutí proti norlandskému králi a po mnoha dějových zvratech dílo vrcholí honbou za pokladem indického mahárádži.
Za jediné české (a kompletní) vydání můžeme opět poděkovat brněnskému nakladatelství Návrat, které romány vydalo (každý z nich ve dvou svazcích) roku 1995 a 1996 v rámci svého projektu Souborné vydání díla Karla Maye v překladu Vladimíra Šundy a s ilustracemi Petra Pelikána.